# 하치로가타정
하치로가타정(일본어: 八郎潟町 하치로가타마치[*])은 일본 아키타현 중앙부에 있는 미나미아키타군의 정이다.

## 지리
하치로가타 조정호의 동부에 위치하고 현도 아키타시에서 북쪽으로 30km 거리에 위치한다. 중심 시가지는 하치로가타역 앞 상가이지만 아키타시 상권과 가까워 대규모 점포는 존재하지 않는다. 그 때문에 옛 상점이 나란히 서 있다. 철도와 국도 7호선이 남북으로 지나고 동부에는 고조메하치로가타 IC가 있어 교통편은 정비되어 있다.

## 역사
- 1889년 - 정촌제 시행으로 히토이치촌, 오모가타촌이 성립하였다.
- 1925년 - 히토이치촌이 정으로 승격해 히토이치정이 되었다.
- 1956년 - 히토이치정, 오모가타촌이 합병해 하치로가타정이 되었다.

## 인구
|                                                  | |
| 하치로가타정의 전국의 연령별 인구 분포（2005년） | 하치로가타정의 연령·남녀별 인구 분포（2005년）                                                                         |
| ■자주색 ― 하치로가타정 ■녹색 ― 일본전국          | ■파랑색 ― 남자 ■빨간색 ― 여자                                                                                          |
| · 하치로가타정（에 해당되는 지역）의 인구추이    | |
| 일본 총무성 통계국 국세조사 결과                 | |
|                                                  | 기술적 문제로 인해 그래프를 일시적으로 사용할 수 없습니다. 파브리케이터와 미디어위키 위키에 더 자세한 정보가 있습니다. |

## 교통

### 철도
- 동일본 여객철도 오우 본선

### 도로
- 아키타 자동차도(일본어판)
- 국도 7호선